# Liste des épisodes de Gochūmon wa usagi desu ka?

Cet article est un complément de l’article sur la franchise Gochūmon wa usagi desu ka?. Il contient la liste des épisodes de la série télévisée d'animation. 

## Gochūmon wa usagi desu ka? (saison 1)
| No | Titre en français                                                                                   | Titre original | Date de 1re diffusion |
| -- | --------------------------------------------------------------------------------------------------- | --- | --------------------- |
| 1  | Commanderez-vous un lapin ?                                                                         | ひと目で、尋常でないもふもふだと見抜いたよ Hitome de, Jinjō de nai Mofumofu da to Minuita yo (Je savais au premier coup d’œil que ce n'était pas une boule de poils ordinaire.) | 10 avril 2014         |
| 2  | La fille qui aimait la farine et une fille aimée par les haricots sucrés                            | 小麦を愛した少女と小豆に愛された少女 Komugi o Aishita Shōjo to Azuki ni Aisareta Shōjo                                                                                          | 17 avril 2014         |
| 3  | Te souviens-tu de la dernière fois où tu étais soûl ? Tu essayais d’allumer un feu de camp chez toi | 初めて酔った日の事憶えてる?自分の家でキャンプファイヤーしようとしたわよね Hajimete Yotta Hi no koto Oboeteru? Jibun no Ie de Kyanpufaiyā shiyō to shita wa yo ne                | 24 avril 2014         |
| 4  | Les porte-bonheur sont les légumes, le crime et la punition                                         | ラッキーアイテムは野菜と罪と罰 Rakkī Aitemu wa Yasai to Tsumi to Batsu | 1er mai 2014          |
| 5  | Cocoa, crimes et mauvaises intentions                                                               | ココアと悪意なき殺意 Kokoa to Akuinaki Satsui | 8 mai 2014            |
| 6  | Une histoire racontant une histoire                                                                 | お話をするお話 Ohanashi o suru Ohanashi | 15 mai 2014           |
| 7  | Call Me Sister                                                                                      | Call Me Sister | 22 mai 2014           |
| 8  | Mouillée par la piscine, la pluie et les larmes                                                     | プールに濡れて 雨に濡れて涙に濡れて Pūru ni Nurete, Ame ni Nurete, Namida ni Nurete                                                                                             | 29 mai 2014           |
| 9  | Aoyama Slump Mountain                                                                               | 青山 スランプマウンテン Aoyama Suranpu Maunten | 5 juin 2014           |
| 10 | Guerre fratricide, nom de code capitaine ampoules                                                   | 対お姉ちゃん用決戦部隊、通称チマメ隊 Tai Onee-chan-yō Kessen Butai, Tsūshō Chimame-tai                                                                                          | 12 mai 2014           |
| 11 | Vêtue d’un manteau rouge, elle chevauche un lapin dans le ciel de la sainte nuit                    | 少女は赤い外套を纏いウサギを駆りて聖夜の空を行く Shōjo wa Akai Gaitou o Matoi Usagi o Karite Seiya no Sora o Iku                                                                | 19 mai 2014           |
| 12 | Pour toi, je ferai la grasse matinée                                                                | 君のためなら寝坊する Kimi no Tame nara Nebō suru | 26 mai 2014           |

## Gochūmon wa usagi desu ka?? (saison 2)[1]
| No | Titre en français                                                             | Titre original | Date de 1re diffusion |
| -- | ----------------------------------------------------------------------------- | --- | --------------------- |
| 1  | Son sourire et son éclat sont pénibles : c'est ma soi-disant grande sœur      | 笑顔とフラッシュがやかましい これが私の自称姉です Egao to Furasshu ga Yakamashī, Kore ga Watashi no Jishō Ane desu | 10 octobre 2015       |
| 2  | Le lapin argenté et la princesse argentée                                     | 灰色兎と灰かぶり姫 Hai-iro Usagi to Haikaburi-hime                                                                 | 17 octobre 2015       |
| 3  | La légendaire brigade de canards tournoyants                                  | 回転舞踏伝説アヒル隊 Kaiten Butō Densetsu Ahiru-tai                                                                | 24 octobre 2015       |
| 4  | Le tutoriel du Tea Party élégant de Cocoa-senpai                              | ココア先輩の優雅なお茶会チュートリアル Kokoa-senpai no Yūga na Osakai Chūtoriaru                                   | 31 octobre 2015       |
| 5  | Rien qu'avec une bouchée je peux dire si c'est moelleux                       | ひと口で普通のもちもちだと見抜いたよ Hitokuchi de Futsū no Mochimochi da to Minuita yo                             | 7 novembre 2015       |
| 6  | Ville en charpente de bois Mission accomplie                                  | 木組みの街攻略完了 Kigumi no Machi Misshon Konpurīto                                                               | 14 novembre 2015      |
| 7  | Cette petite enfant puérile disparaît comme une bulle de savon                | 甘えん坊なあの子はシャボン玉のように儚く消える Amaenbō na Ano Ko wa Shabondama no Yō ni Hakanaku Kieru             | 21 novembre 2015      |
| 8  | Histoire du pisteur traquant furtivement                                      | スニーキングストーキングストーカーストーリー Sunīkingu Sutōkingu Sutōkā Sutōrī                                     | 28 novembre 2015      |
| 9  | La boule de poils lance une attaque suicidaire et le bouton cruel est renvoyé | 毛玉は特攻し無慈悲なボタンは放たれる Kedama wa Tokkōshi Mujihi na Botan wa Hanatareru                              | 5 décembre 2015       |
| 10 | Une journée à la recherche de E                                               | Eを探す日常 Ī o Sagasu Nichijō                                                                                     | 12 décembre 2015      |
| 11 | Mayim Mayim Nébuleux                                                          | スターダスト・マイムマイム Sutādasuto Maimu Maimu                                                                  | 19 décembre 2015      |
| 12 | Le trésor est ton moment décisif                                              | 宝物は君の決定的瞬間 Takaramono wa Kimi no Ketteiteki Shunkan                                                      | 26 décembre 2015      |

## Gochūmon wa usagi desu ka?? OAVs
| No | Titre en français | Titre original | Date de 1re diffusion |
| -- | ----------------- | -------------- | --------------------- |
| 1  | Dear My Sister    | Dear My Sister | 11 novembre 2017      |
| 2  | Sing For You      | Sing For You   | 26 septembre 2019     |

## Gochūmon wa usagi desu ka? Bloom (saison 3)
| No | Titre en français                                                          | Titre original                                                                                          | Date de 1re diffusion |
| -- | -------------------------------------------------------------------------- | --- | --------------------- |
| 1  | Le magicien au café des sourires                                           | にっこりカフェの魔法使い Nikkori Kafe no mahōtsukai                                                     | 10 octobre 2020       |
| 2  | Le cas du cœur volé de l'ami d'enfance                                     | 幼馴染ハート強奪事件 Osananajimi Hāto gōdatsu jiken                                                     | 17 octobre 2020       |
| 3  | Tout dans le monde sert d'expérience                                       | 世界のすべては私の経験値 Sekai no subete ha watashi no keikenchi                                        | 24 octobre 2020       |
| 4  | Une vie quotidienne potentielle                                            | あったかもしれない日常 Atta kamo shirenai nichijō                                                       | 31 octobre 2020       |
| 5  | Elle est un tourbillon féroce, elle est une brise insouciante              | 彼女は熱き旋風 彼女は気ままなそよ風 Kanojo wa atsuki senpū, kanojo wa kimamana soyokaze                 | 7 novembre 2020       |
| 6  | Un mélange de lapins est également le bienvenu                             | うさぎの団体さんも大歓迎です Usagi no dantai-san mo daikangei desu                                      | 14 novembre 2020      |
| 7  | Nous danserons avec des fantômes jusqu'à l'aube en cette nuit d'Halloween! | 今夜は幽霊とだって踊り明かせる Halloween Night！ Konya wa yūrei to datte odori akaseru Halloween Night! | 21 novembre 2020      |
| 8  | Stamp, Sleep, Study, Smile                                                 | スタンプ スリープ スタディ スマイル Sutanpu Surīpu Sutadi Sumairu                                       | 28 novembre 2020      |
| 9  | Camomille avec un soupçon de jalousie                                      | やきもち風味のカモミール Yakimochi fūmi no kamomīru                                                     | 5 décembre 2020       |
| 10 | Une demande de secours d'un cœur plein                                     | ハートがいっぱいの救援要請 Hāto ga ippai no kyūen yōsei                                                 | 12 décembre 2020      |
| 11 | Le café des sourires et le magicien arc-en-ciel                            | にっこりカフェと七色の魔法使い Nikkori kafe to nanairo no mahōtsukai                                    | 19 décembre 2020      |
| 12 | Je peux franchir le pas parce que tu me regardes                           | その一歩は君を見ているから踏み出せる Sono ippo wa kimi o mite irukara fumidaseru                        | 26 décembre 2020      |